# Lena Berke
Lena Elsa Ingegärd Berke, född 21 april 1943 i Göteborg, är en svensk jurist som var lagman i Stockholms tingsrätt från 1995 till 2010.
Berke blev juris kandidat vid Uppsala universitet 1969 och genomförde sin tingstjänstgöring 1969-1971 innan hon blev fiskal i Svea hovrätt 1972. Hon tjänstgjorde i justitiedepartementet 1985-1992, var rådman i Stockholms tingsrätt från 1992 och lagman där från 1995.
Lena Berke är dotter till apotekare Jan Berke och han maka Eivor, född Johnels.